# Fontaines-sur-Grandson
Fontaines-sur-Grandson es una comuna suiza del cantón de Vaud, situada en el distrito de Jura-Nord vaudois. Limita al norte con la comuna de Mauborget, al este con Tévenon y Champagne, al sur con Fiez, al suroeste con Giez y Novalles, al oeste con Grandevent, y al noroeste con Bullet y Val-de-Travers (NE).
La comuna hizo parte hasta el 31 de diciembre de 2007 del distrito de Grandson, círculo de Grandson.